# Krzeszowice
Krzeszowice és una ciutat del sud de Polònia situada a la voivodia de la Petita Polònia des de l'any 1999, anteriorment a la Voivodia de Cracòvia (1975-1998). El 2023 tenia 32.142 habitants.